# Adamovo jabolko
Adamovo jabolko je izboklina spredaj na vratu, ki je posledica ščitastega hrustanca, ki obkroža grlo, kjer se oblikuje glas. Izboklina je večja in izrazitejša pri moških kot pri ženskah. Pri požiranju se premika gor in dol.